# Västra Malsjö
Västra Malsjö är en ort i Grums socken i Grums kommun, Värmlands län. Orten klassades av SCB som småort år 2000.